# Heavy Metal Payback
Heavy Metal Payback ist das sechste Soloalbum des Berliner Rappers Bushido. Das Album erschien in drei verschiedenen Versionen am 10. Oktober 2008 über Bushidos Label ersguterjunge und erreichte in Deutschland Platz eins der Albumcharts. In Österreich und der Schweiz stieg das Album auf Platz 2 ein. Den Schallplattenauszeichnungen zufolge hat sich das Album über 110.000 Mal verkauft.
Gastauftritte haben auf dem Album die Rapper Nyze, Kay One, Bizzy Montana, Chakuza und Summer Cem sowie die Sängerin Cassandra Steen, der Schlagersänger Karel Gott und der Komiker Oliver Pocher. Ein Teil der Aufnahmen wurde von einem 80-köpfigen Orchester in Bratislava eingespielt.

## Entstehungsgeschichte
Zum Titel des Albums sagte Bushido: „Heavy Metal Payback hat für mich etwas Endgültiges. Das ist meine ganz persönliche Abrechnung. […] Mit diesem Album begrabe ich Deutsch-Rap ein für alle Mal!“ Mit dem Münchner Komponisten Martin Stock schrieb und komponierte er acht Songs selbst. Weiter sagte er, dass es für ihn eine neue Erfahrung war: „Mit den Partituren sind wir dann nach Bratislava gefahren und haben unsere Ideen vom slowakischen Nationalorchester neu einspielen lassen. Herr Stock hat dirigiert und 80 Musiker haben dazu gespielt. Ich hatte Gänsehaut – der reine Wahnsinn!“
Insbesondere die Zusammenarbeit mit Karel Gott wurde medial beachtet. Die Idee dazu hatte Bushido im November 2007 während eines Fernsehauftritts von Karel Gott, bei dem er eine deutschsprachige Coverversion von Alphavilles „Forever Young“ sang und, so Bushido, „aus dem Staunen nicht mehr hinaus“ kam. Zum Zustandekommen sagte Bushido: „Wir tranken Espresso und ich erklärte ihm von meinem Vorhaben. Ich erzählte von meiner Mutter, ihrer Krankheit, meinem Leben, meiner öffentlichen Wahrnehmung und rechnete, wie so oft, mit einer Absage. Doch Herr Gott gab mir die Hand wie ein Gentleman und antwortete kurz und knapp: ‚Bushido, ich bin dabei‘.“

## Produktion
Den mit sechs Produktionen größten Anteil an der Entstehung des Albums trägt Bushido selbst, indem er in Zusammenarbeit mit Martin Stock die Titel Gangsta, Flug LH3516, Ich hoffe, es geht dir gut, Jenny, Hai Life und Mann im Spiegel produzierte. Letzteres entstand in Zusammenarbeit mit dem Produzenten Max Mostley, der außerdem die Titel Merk dir eins und Autorität (Limited Box Edition) produzierte. Einen weiteren Anteil der Beats produzierten Gee Futuristic und X-plosive, die in Zusammenarbeit die Songs Hunde, die bellen, beißen nicht, Es kommt wie es kommt und Boomerang beisteuerten. Des Weiteren produzierte Gee Futuristic in Kooperation mit Cassandra Steen den Titel Bonnie und Clyde und zusammen mit Yeebrass den Titel Apres Ski, welcher auf der Premium Edition enthalten ist. Das Produzentenduo Beatlefield, bestehend aus den Künstlern Chakuza und DJ Stickle, steuerte die musikalische Untermalung der Stücke Paragraph 117, 4, 3, 2, 1 (Vielen Dank Aggro Berlin) und die erste Singleauskopplung Ching Ching bei. Zusätzlich produzierten sie die Beats der Stücke Kennst du die Stars und Hass auf der Premium Edition. Jeweils ein Titel wurde zudem von Screwaholic (Heavy Metal), Bizzy Montana (Die Träne fällt), O.C. Beats (Rolling Stone), Microphono (Outro), Auditory (Und sie dachten auf der Limited Box Edition) und Daniel Ward Melendez (So Ghetto auf der Premium Edition) produziert. Dabei ist anzumerken, dass Bizzy Montana außerdem die Songs Es gibt kein wir und Es klickt auf der Limited Box Edition produzierte.

## Titelliste
Die Standard Edition beinhaltet 19 Lieder, die Premium Edition 23 und die Limited Deluxe Box 27. Auf der Premium Edition sind vier Zusatzlieder, eine Dokumentation und das Video für die erste Single Ching Ching, welche auch auf der Deluxe Box sind, zusätzlich vier weitere Bonuslieder und ein limitiertes T-Shirt mit dem Albumtitel.
| Nr. | Titel                                            | Musik                               | Länge |
| --- | ------------------------------------------------ | ----------------------------------- | ----- |
| 1.  | Gangsta                                          | Bushido & Martin Stock              | 4:08  |
| 2.  | Hunde, die bellen, beißen nicht                  | GEE Futuristic & X-Plosive Beats    | 4:03  |
| 3.  | Paragraph 117                                    | Beatlefield                         | 4:02  |
| 4.  | Die Träne fällt (feat. Nyze)                     | Bizzy Montana                       | 3:44  |
| 5.  | Flug LH3516                                      | Bushido & Martin Stock              | 4:12  |
| 6.  | Merk dir eins                                    | Max Mostley                         | 3:44  |
| 7.  | 4, 3, 2, 1 (Vielen Dank Aggro Berlin)            | Beatlefield                         | 3:49  |
| 8.  | Ching Ching                                      | Beatlefield                         | 4:17  |
| 9.  | Heavy Metal (feat. Kay One)                      | Screwaholic                         | 3:26  |
| 10. | Ich hoffe, es geht dir gut (feat. Bizzy Montana) | Bushido & Martin Stock              | 4:04  |
| 11. | Bonnie und Clyde (feat. Cassandra Steen)         | GEE Futuristic                      | 4:16  |
| 12. | Jenny                                            | Bushido & Martin Stock              | 3:44  |
| 13. | Hai Life                                         | Bushido & Martin Stock              | 3:54  |
| 14. | Es kommt, wie es kommt                           | GEE Futuristic & X-Plosive Beats    | 3:26  |
| 15. | Für immer jung (feat. Karel Gott)                | Bizzy Montana                       | 4:29  |
| 16. | Rolling Stone                                    | O.C. Beats                          | 4:02  |
| 17. | Boomerang                                        | GEE Futuristic & X-Plosive Beats    | 3:54  |
| 18. | Mann im Spiegel                                  | Max Mostley, Bushido & Martin Stock | 4:44  |
| 19. | Outro                                            | Microphono                          | 1:48  |

| Nr. | Titel                                      | Musik                     | Länge |
| --- | ------------------------------------------ | ------------------------- | ----- |
| 1.  | Apres Ski                                  | GEE Futuristic & Yeebrass | 3:45  |
| 2.  | So Ghetto                                  | Auditory                  | 4:20  |
| 3.  | Kennst du die Stars? (feat. Oliver Pocher) | Beatlefield               | 3:12  |
| 4.  | Hass (feat. Chakuza)                       | Beatlefield               | 4:06  |

| Nr. | Titel                        | Musik                    | Länge |
| --- | ---------------------------- | ------------------------ | ----- |
| 1.  | Es gibt kein wir             | Bizzy Montana            | 4:45  |
| 2.  | Es klickt                    | Bizzy Montana            | 3:38  |
| 3.  | Und sie dachten              | Auditory                 | 3:45  |
| 4.  | Autorität (feat. Summer Cem) | Microphono & Max Mostley | 4:16  |

DVD von der Premium Edition sowie der limitierten Deluxe Box
1. Dokumentation
2. Fotoshooting Heavy Metal Payback
3. Making of Ching Ching
4. Extras[6][7][8]

## Rezeption

### Kommerzieller Erfolg
Heavy Metal Payback stieg auf Anhieb auf Platz eins der deutschen Albumcharts ein und ist somit Bushidos zweites Nummer-Eins-Album nach dem Vorgänger 7. Das Album konnte sich 20 Wochen lang in den deutschen Charts halten. In Österreich und der Schweiz erreichte das Album in der ersten Verkaufswoche jeweils Platz zwei. In Deutschland erhielt das Album 2010 für über 100.000 verkaufte Einheiten eine Goldene Schallplatte. In Österreich wurde Heavy Metal Payback ein Jahr später für 10.000 verkaufte Einheiten mit derselben Auszeichnung bedacht.

### Kritik
| Professionelle Bewertungen | Professionelle Bewertungen |
| -------------------------- | -------------------------- |
| Kritiken                   |                            |
| Quelle                     | Bewertung                  |
| Laut                       | [ 3 ]                      |
| Allmusic                   | [ 10 ]                     |
| hiphop-jam.net             | [ 11 ]                     |
| rappers.in                 | [ 12 ]                     |

Das Black-Music-Portal rap2soul urteilte, dass „Heavy Metal Payback in der Summe überzeugt“, kritisiert jedoch „Ausreißer nach unten“. Neben viel Battle-Rap, bei dem Bushido zur Hochform auflaufen würde, zeige er auch seine gefühlvolle Seite und „teilweise überraschend offen seinen Abstand zum Ghetto-Leben, das er allerdings auf genügend Tracks weiter feiert“.
Max Brandl urteilt auf laut.de, dass Bushido „seit geraumer Zeit nicht mehr die alte, selbst gelegte Messlatte […] erreicht“, jedoch „noch nie […] so tief […] darunter durchgerauscht“ sei. Angesichts der Tatsache, dass der letzte Split länger zurückliege, bleibe die „Vermutung, dass der gute alte Beef schlicht aus Mangel an guten Ideen herhalten muss“. Bushido solle sich „endlich seiner Straßen-Fesseln entledigen, zu dem stehen, was er inzwischen ist, und seine Musik seinem Kontostand und Lifestyle anpassen“ und sich, so sein Fazit, vom Gangsta-Rap abwenden.